# Ajax, Ontario
 Ajax este un oraș amplasat pe malul lacului Ontario în Canada la ca. 30 km est de Toronto. El este situat în regiunea "Golden Horseshoe" (Potcoava de aur) care este o regiune industrială cu o densitate mare a populației situată în provincia Ontario. Orașul se întindea în anul 2006 pe o suprafață de 67,09 km² și avea o populație de 90.000 loc.

## Istoric
Prima așezare a albilor în regiune a avut loc pe la sfârșitul secolulului XVIII. Denumirea localității fiind până în 1941 Pickering Township. La data de 10 septembrie 1939 Canada declară război Germaniei, iar aici se va trece la fabricarea armamentului, cea ce duce la creșterea rapidă a numărului popoulației localității care va denumită în 1941 după numele navei de război britanice Ajax. Navă care a contribuit la scufundurea la Montevideo a navei germane Cuirasatul Admiral Graf Spee, aflată sub comanda lui Hans Langsdorff. Azi o stradă a orașului poartă numele comandantului german.

## Personalități marcante
- Jeff Beukeboom, jucător de hochei pe gheață
- Brent Burns, jucător de hochei pe gheață
- Ryan Ramsay, jucător de hochei pe gheață